# Kloster Campénéac
Koordinaten: 47° 58′ 40,3″ N, 2° 18′ 26,9″ W

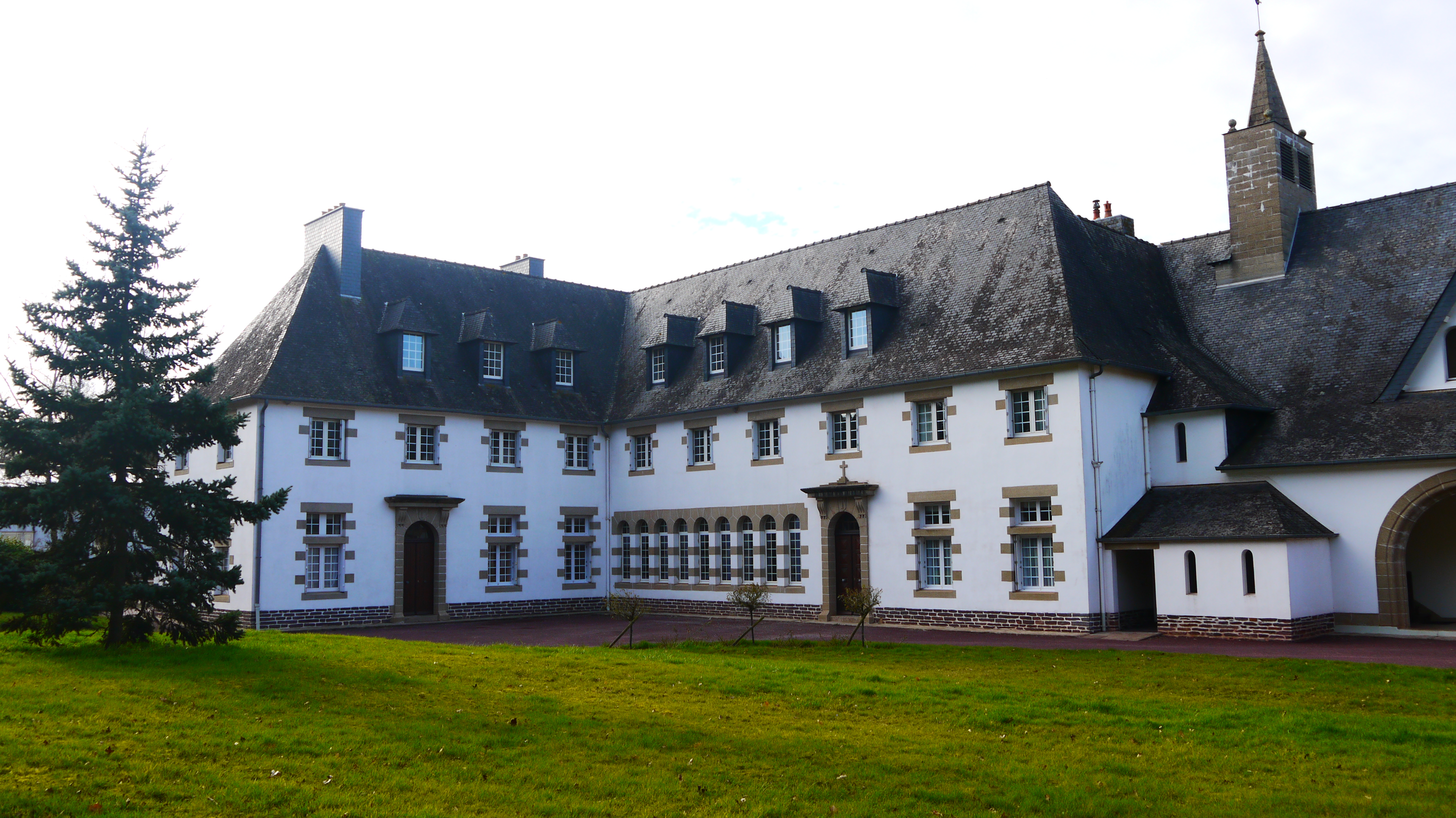
Trappistinnenabtei La Joie Notre-Dame, Campénéac

Kloster La Joie Notre-Dame (lat.: Abbatia Gaudium Baetae Mariae) ist seit 1953 eine französische Abtei der Trappistinnen in Campénéac im Département Morbihan in der Diözese Vannes.

## Geschichte
Die von Kloster La Coudre ausgegangene Gründung Kloster Sainte-Anne-d’Auray wurde 1953 in seit 1947 errichtete Baulichkeiten in Campénéac bei Ploërmel, Bistum Vannes, verlegt und nahm in Erinnerung des Klosters La Joie in Hennebont bei Lorient den Namen La Joie Notre Dame an. Pater immediatus  des Klosters ist der Abt von Timadeuc. Bis 1994 stellten die Nonnen den Trappistenkäse „Abbaye de la Joie Notre-Dame“ her. Aktuell werden Süßwaren wie Kekse und Pralinen hergestellt. 1996 ging von Campénéac die Gründung von Kloster Ampibanjinana in Fianarantsoa, Madagaskar aus. Am 7. Januar 2021 wurde Schwester Soazig Connan auf sechs Jahre zur Äbtissin des Klosters gewählt. Zuvor bekleidete sie die Ämter der Subpriorin und Cellerarin.

### Äbtissinnen
- Marie du Sacré-Coeur Perney (1921–1938)
- Lutgarde Masson (1938–1941, 1942–1954)
- Gertrude Trébault (1941)
- Vincent de Paul Chapleau (1941–1942)
- Lutgarde Masson (1942–1954)
- Bernarde Moal (1954–1971)
- Madeleine Cabillic (1971–1989)
- Geneviève-Marie Fravalo (1989–1996)
- Michaël Le Tendre (1996–2012)
- Marie Joseph Dhanger (2012–2018)
- Anne-Marie Gillot (2018–2021)
- Soazig Connan (2021–)